# Ústup
Ústup (německy Austop) je obec v okrese Blansko v Jihomoravském kraji. Žije zde 37 obyvatel, čímž se Ústup řadí mezi obce v České republice s nejnižším počtem obyvatel.

## Název
Nejstarší doklad jména vesnice z roku 1374 má podobu Ústupov a ta ukazuje na odvození od osobního jména Ústup (s významem "Ústupův majetek"). Všechny další písemné doklady (od 15. století) však znějí Ústup (jen 1517 ve zdrobnělině Ústupek) a ty zřejmě ukazují, že jméno bylo přehodnoceno na obecné ústup s významem "místo, kam se ustupuje", tedy "odlehlé, odloučené místo", "místo stranou, na okraji". K přehodnocení zřejmě vedla tehdejší okrajová poloha vesnice, například v rámci panství (leží mimo jiné blízko moravsko-české hranice).

## Historie
První písemná zmínka o obci pochází z roku 1374 (Vstupow), kdy byla součástí panství kunštátského. Část obce k němu vždy náležela, i když během doby obec přecházela k panství lysickému a drnovskému. Její historii významně ovlivnila poloha při tzv. císařské silnici vedoucí z Moravy do Čech, která však postavením železnice v roce 1848 ztratila svůj význam. V roce 2006 byla severozápadně od obce postavená jednoduchá dřevěná rozhledna Zelenkův kopec. V současnosti (leden 2021) je bohužel již dosti zchátralá.

## Obyvatelstvo
| Rok            | 1869 | 1880 | 1890 | 1900 | 1910 | 1921 | 1930 | 1950 | 1961 | 1970 | 1980 | 1991 | 2001 | 2011 | 2021 |
| -------------- | ---- | ---- | ---- | ---- | ---- | ---- | ---- | ---- | ---- | ---- | ---- | ---- | ---- | ---- | ---- |
| Počet obyvatel | 208  | 220  | 206  | 207  | 194  | 183  | 150  | 113  | 101  | 89   | 75   | 46   | 39   | 49   | 43   |
| Počet domů     | 36   | 36   | 36   | 35   | 32   | 32   | 34   | 34   | 30   | 25   | 21   | 22   | 17   | 20   | 31   |

## Obecní správa
Mezi lety 1869–1950 Ústup byl obcí v okrese Boskovice. V letech 1961–1990 patřil jako část obce k Rozsíčce. Od 1. července 1990 do 31. prosince 1993 patřil jako část města k Olešnici a od 1. ledna 1994 je opět samostatnou obcí.

## Pamětihodnosti
- Boží muka západně od obce
- rozhledna Zelenkův kopec

## Galerie

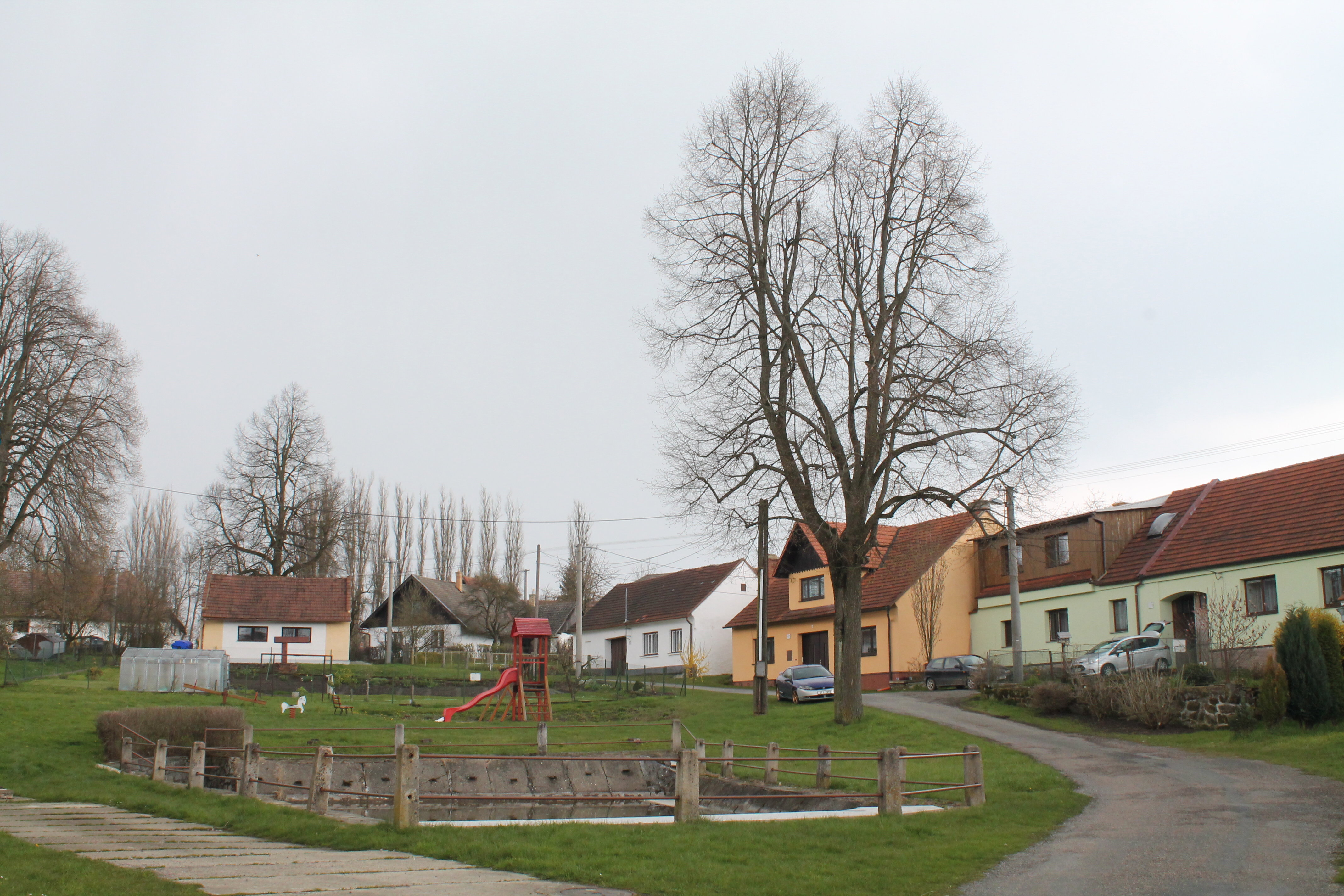
Náves
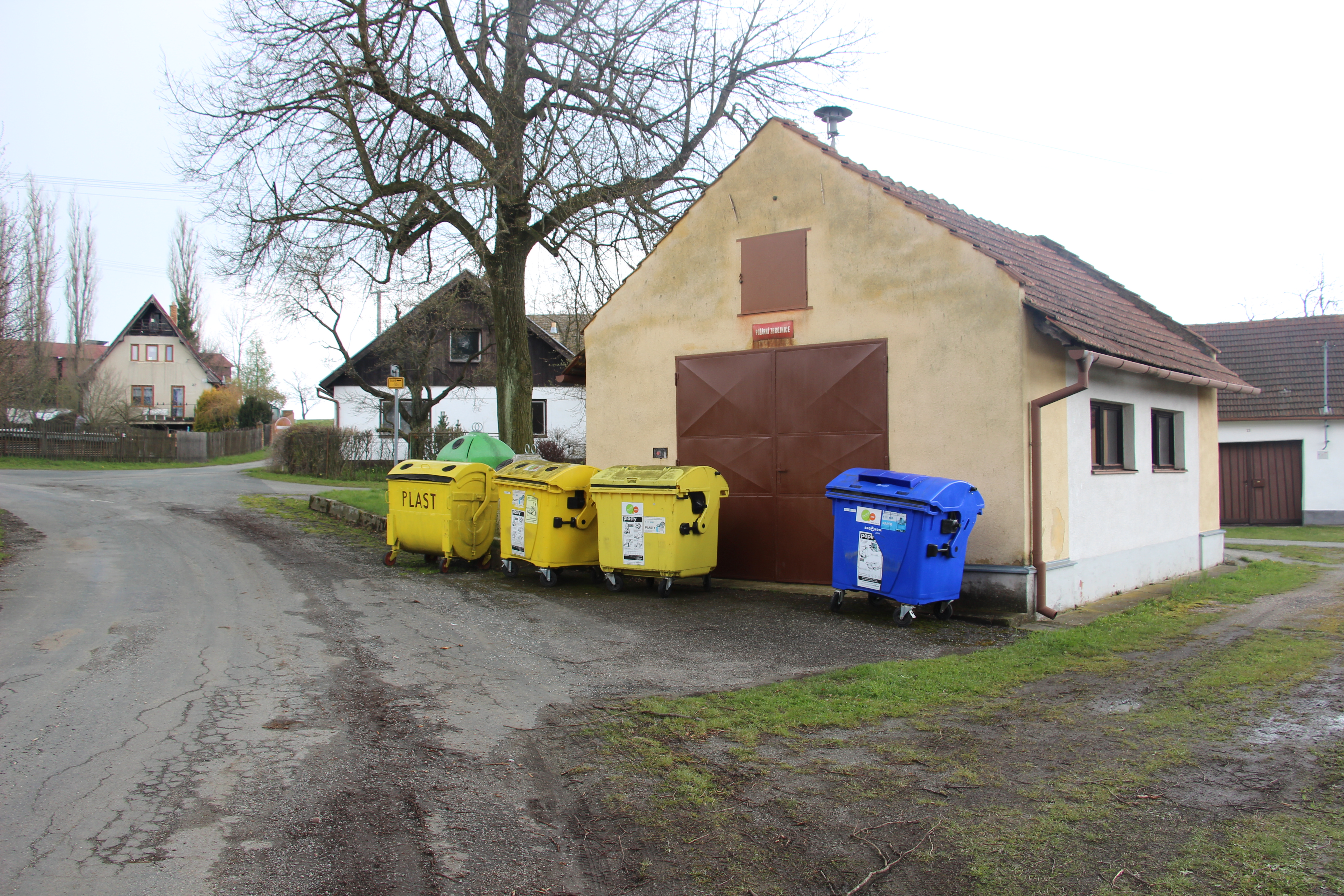
Hasičská zbrojnice
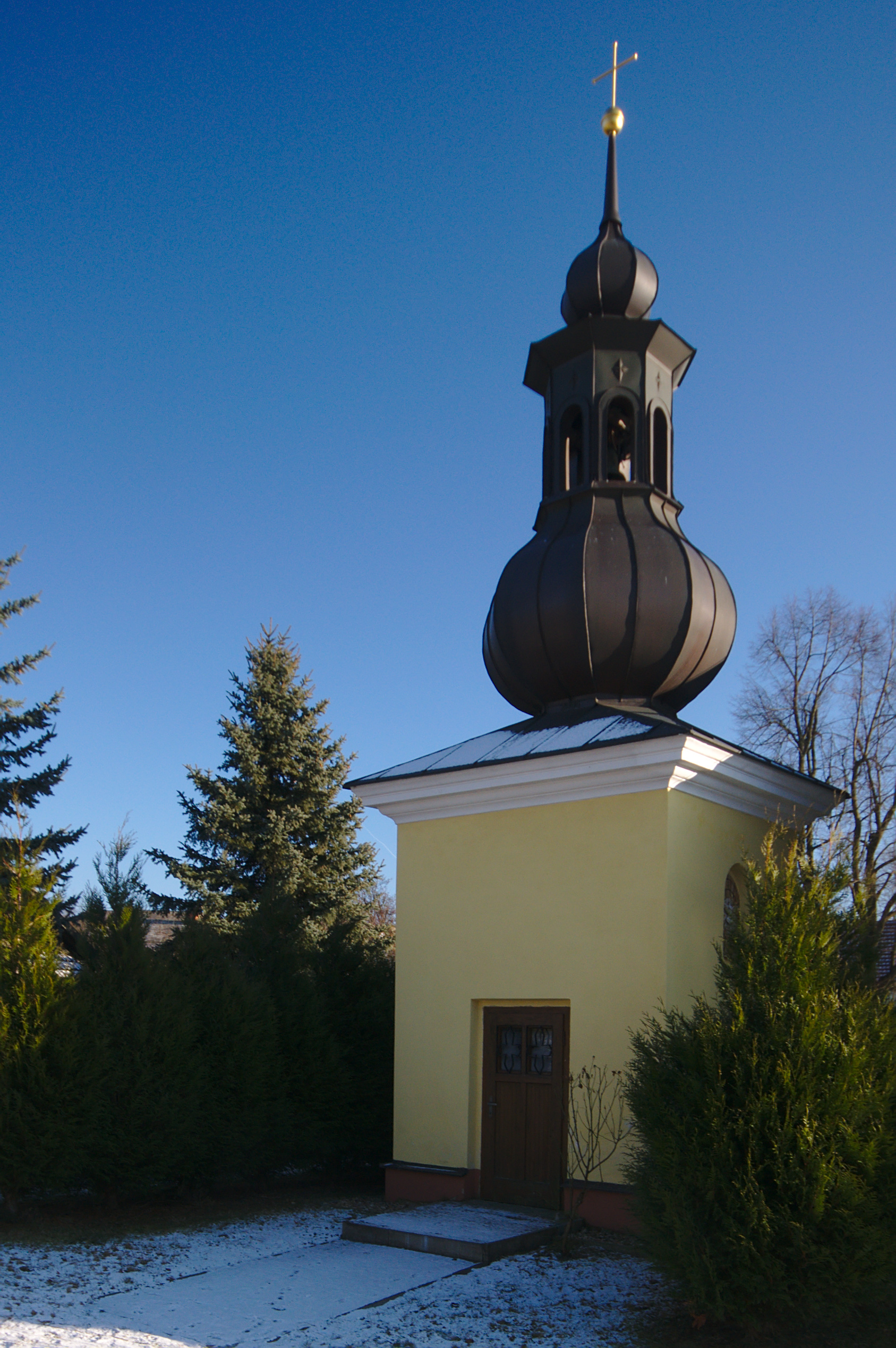
Kaple Ducha svatého
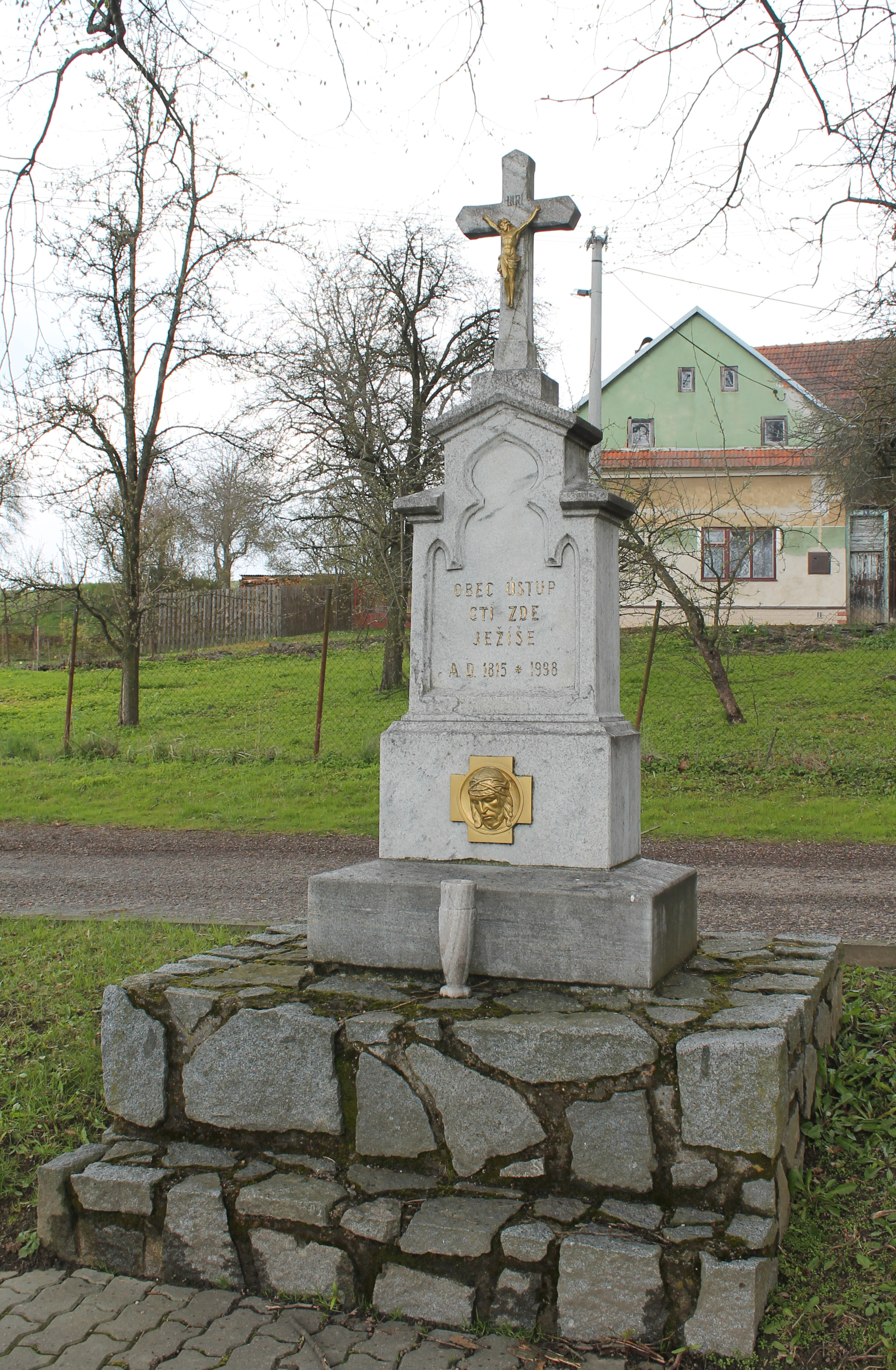
kříž na návsi
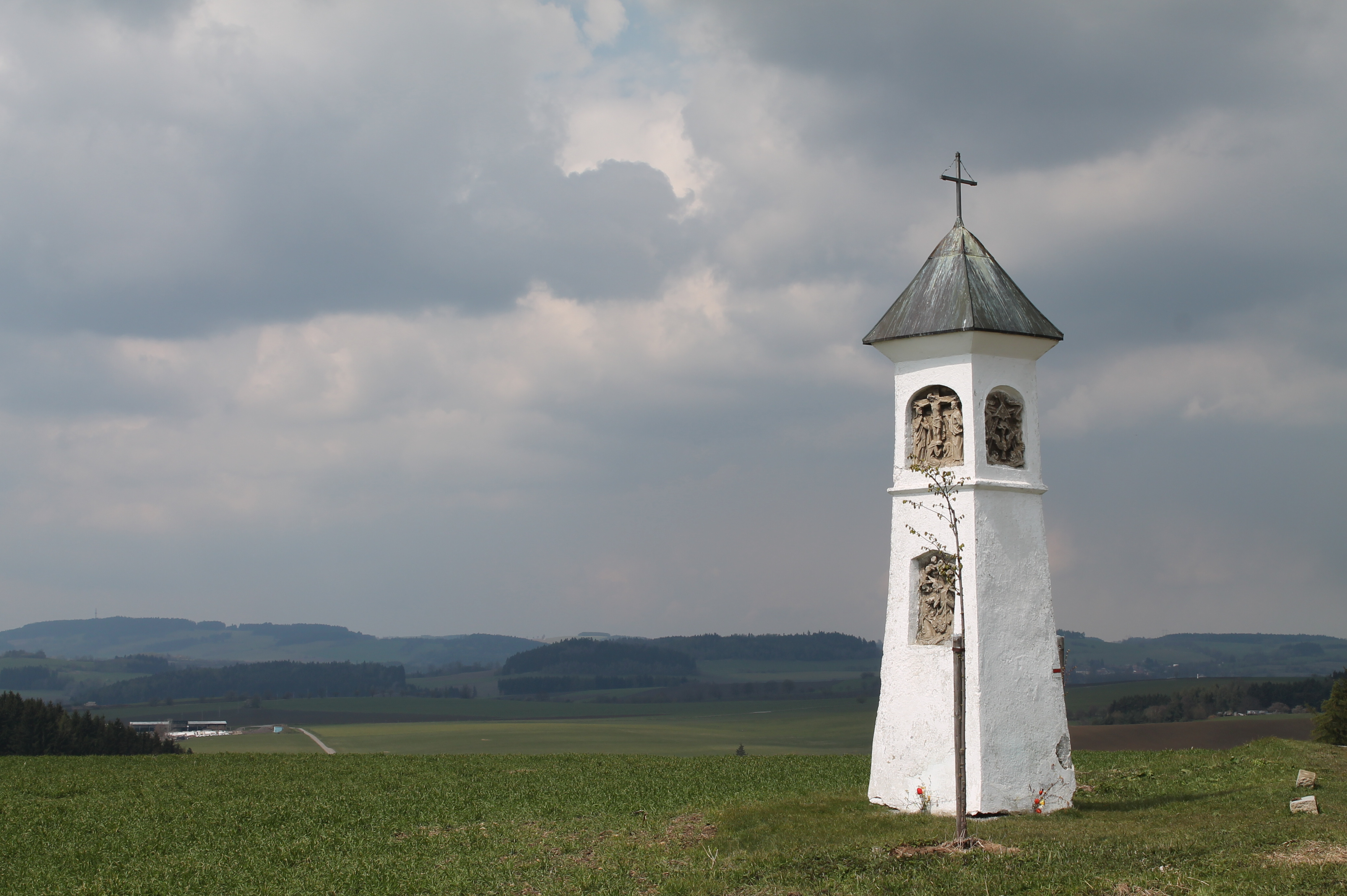
Boží muka
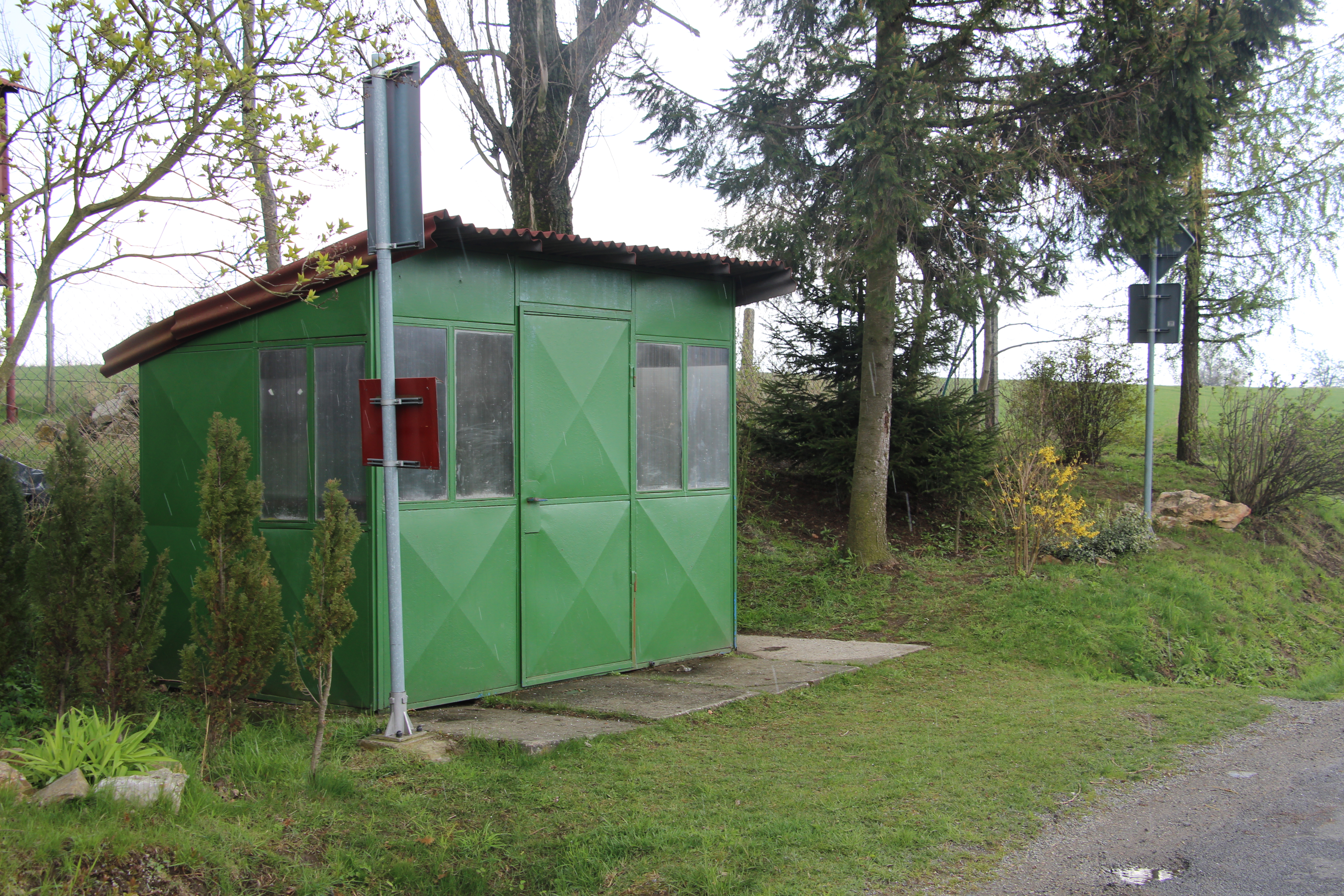
Autobusová zastávka
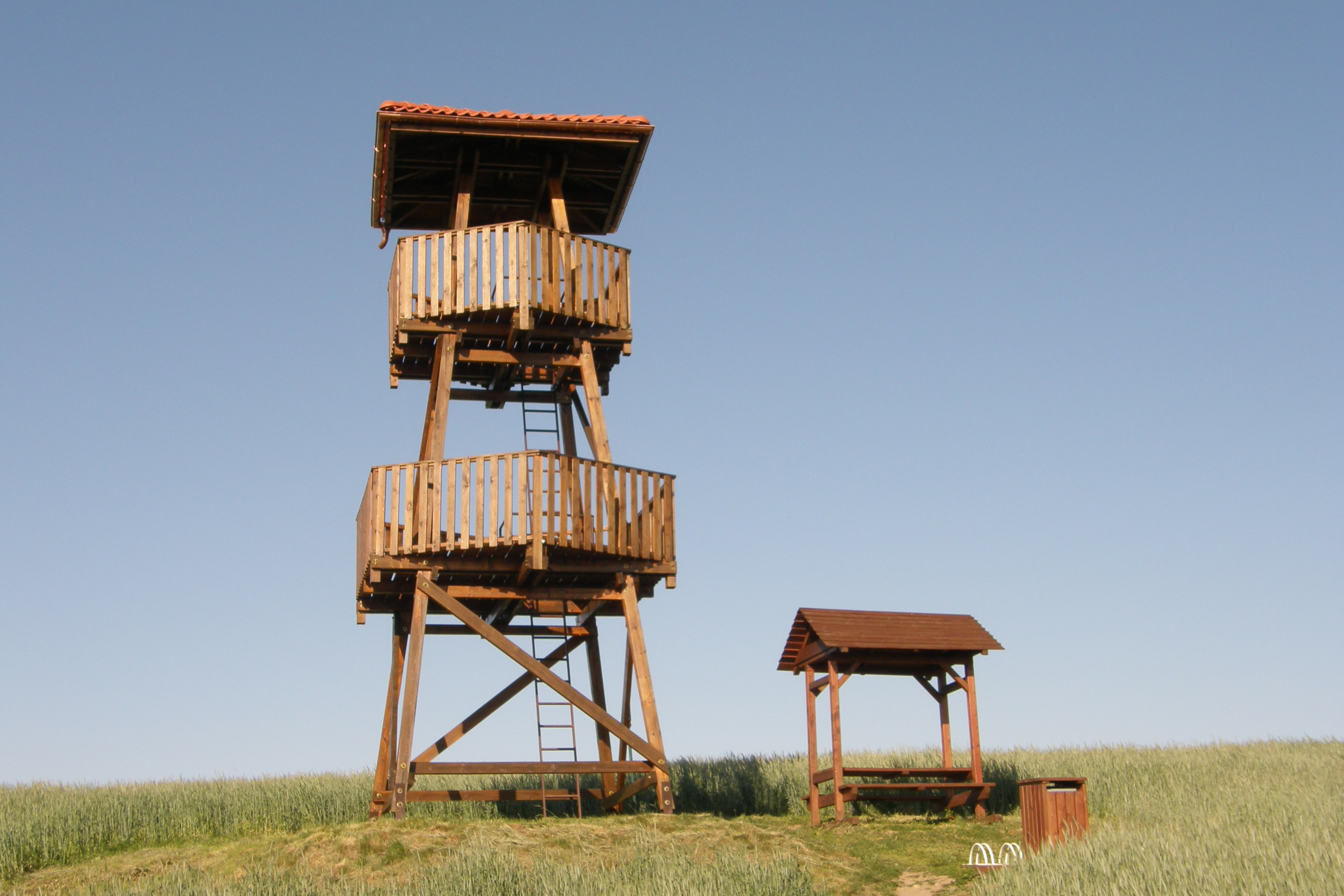
Rozhledna Zelenkův kopec